# Stuart Charno
Stuart Charno (Queens, 29 de setembro de 1956) é um ator, escritor e músico norte-americano.

## Primeiros anos
Charno interessou-se por música ainda na infância, tocando piano desde os sete anos. Frequentou uma faculdade de música em Boston, onde estudou jazz. Ele afirmou que começou a atuar "acidentalmente" quando conheceu uma agente que considerou que ele tinha talento para a comédia. Após participar de alguns workshops de atuação, começou a receber propostas de testes para papéis cinematográficos.

## Carreira
O primeiro trabalho notável de Charno foi seu papel de Ted, um monitor de acampamento, no filme de terror Friday the 13th Part 2. Entre outros longas-metragens nos quais ele apareceu, estão Christine (1983), dirigido por John Carpenter, e a comédia Just One of the Guys (1985), na qual interpretou Reptile, um dos personagens principais. Apareceu em vários comerciais e programas de televisão, incluindo M*A*S*H, The X-Files, Chicago Hope, Team Knight Rider e Profiler. Além da atuação, Charno recebeu créditos pela história de três episódios de Star Trek: The Next Generation ("The Wounded", "New Ground" e "Ethics"). Também trabalhou com comédia stand-up, desenvolveu projetos musicais e literários, envolveu-se com artes marciais, marcenaria e mantém seu próprio canal no Youtube.

## Filmografia

### Cinema
| Ano  | Título                                                         | Papel                    | Notas                                           | Ref.   |
| ---- | -------------------------------------------------------------- | ------------------------ | ----------------------------------------------- | ------ |
| 1981 | Friday the 13th Part 2                                         | Ted                      | Creditado como Stu Charno                       | [ 10 ] |
| 1982 | The Chosen                                                     | 1ª base                  |                                                 | [ 5 ]  |
| 1982 | Young Doctors in Love                                          | Warren, a ordenança      |                                                 | [ 5 ]  |
| 1983 | Christine                                                      | Don Vandenberg           |                                                 | [ 5 ]  |
| 1984 | Hard to Hold                                                   | Techie                   | Creditado como Stu Charno                       | [ 10 ] |
| 1985 | Just One of the Guys                                           | Reptile                  |                                                 | [ 5 ]  |
| 1985 | Once Bitten                                                    | Garoto vampiro da cabana |                                                 | [ 5 ]  |
| 1986 | Modern Girls                                                   | Cara nerd                |                                                 | [ 5 ]  |
| 1992 | Sleepwalkers                                                   | Fotógrafo policial       | Título alternativo: Stephen King's Sleepwalkers | [ 5 ]  |
| 2003 | Alien Hunter                                                   | Abell                    |                                                 | [ 1 ]  |
| 2012 | Horrorween                                                     | Tocador de ukulele       |                                                 | [ 11 ] |
| 2013 | Crystal Lake Memories: The Complete History of Friday the 13th | Ele mesmo                | Documentário                                    | [ 12 ] |

### Televisão
| Ano     | Título                                          | Papel                                | Notas                                     | Ref.   |
| ------- | ----------------------------------------------- | ------------------------------------ | ----------------------------------------- | ------ |
| 1982    | M*A*S*H                                         | Cabo Sonnerborn                      | Episódio: "Bombshells"                    | [ 13 ] |
| 1982    | Fame                                            | Clerk                                | Episódio: "A Tough Act to Follow"         | [ 6 ]  |
| 1983    | Svengali                                        | Boomer                               | Telefilme                                 | [ 6 ]  |
| 1984    | Buffalo Bill                                    |                                      | Episódio: "Jo Jo's Problem"               | [ 14 ] |
| 1987    | Beauty and the Beast                            | Bennie                               | Episódio: "Siege"                         | [ 15 ] |
| 1988    | Freddy's Nightmares                             | Jim                                  | Episódio: "Saturday Night Special"        | [ 16 ] |
| 1995    | The X-Files                                     | Puppet                               | Episódio: "Clyde Bruckman's Final Repose" | [ 2 ]  |
| 1996-97 | Chicago Hope                                    | Anestesiologista / Dr. Lloyd Chernow | Segunda e terceira temporadas             | [ 15 ] |
| 1997    | The Pretender                                   | Dono do Park Place Motel             | Episódio: "Prison Story"                  | [ 15 ] |
| 1998    | Team Knight Rider                               | Engenheiro                           | Episódio: "Apocalypse Maybe"              | [ 17 ] |
| 2000    | Profiler                                        | Mark Dolan                           | Episódio: "Paradise Lost"                 | [ 6 ]  |
| 2009    | His Name Was Jason: 30 Years of Friday the 13th | Ele mesmo                            | Teledocumentário                          | [ 6 ]  |